# Internationaler Tag zur Beseitigung von Gewalt gegen Frauen

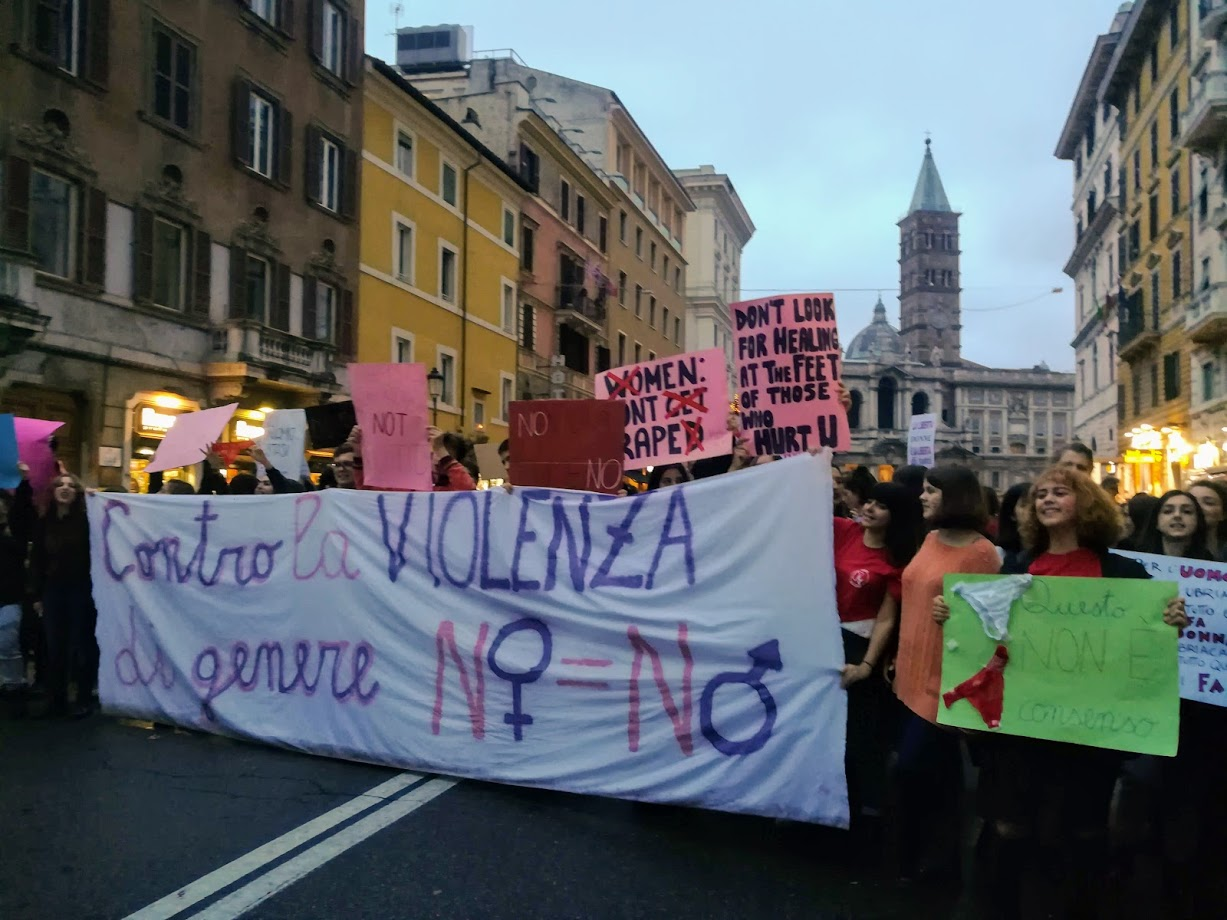
Demonstrationszug in Rom 2018

Der Internationale Tag zur Beseitigung von Gewalt gegen Frauen, auch Internationaler Tag gegen Gewalt an Frauen (englisch International Day for the Elimination of Violence against Women), auch englisch Orange Day genannt, ist ein am 25. November jährlich abgehaltener Gedenk- und Aktionstag zur Bekämpfung von Diskriminierung und Gewalt jeder Form gegenüber Frauen und Mädchen.
Die Farbe Orange symbolisiert dabei eine Zukunft ohne Gewalt gegen Frauen. Sie wurde im Zuge der von den Vereinten Nationen initiierten Orange-the-World-Kampagne festgelegt.
Eine zusätzliche Widmung erhielt der Tag im Jahr 2011 als Roses Revolution Day zum Protest gegen Gewalt in der Geburtshilfe.

## Geschichte

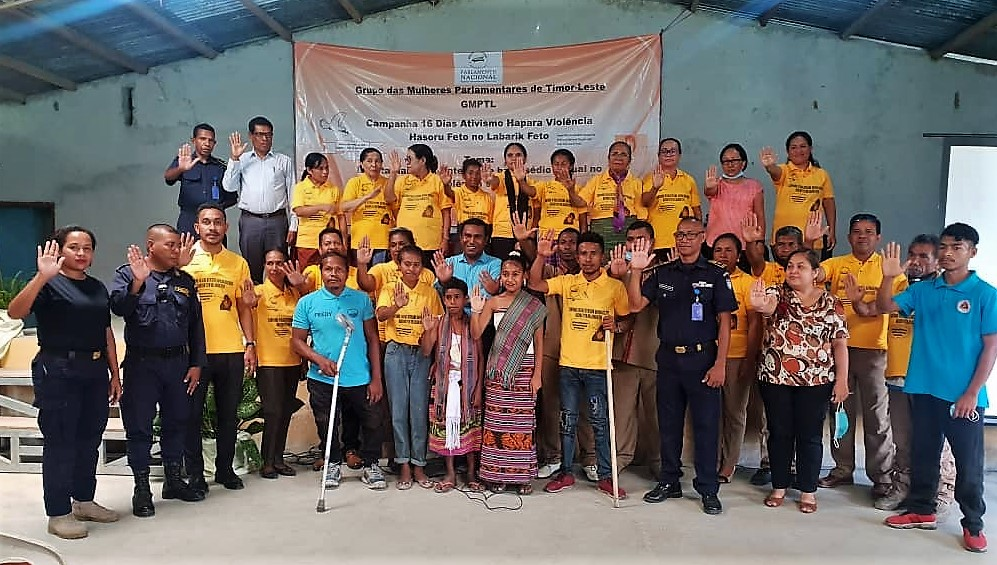
Veranstaltung der weiblichen Parlamentarier Osttimors zum Internationalen Tag zur Beseitigung von Gewalt gegen Frauen

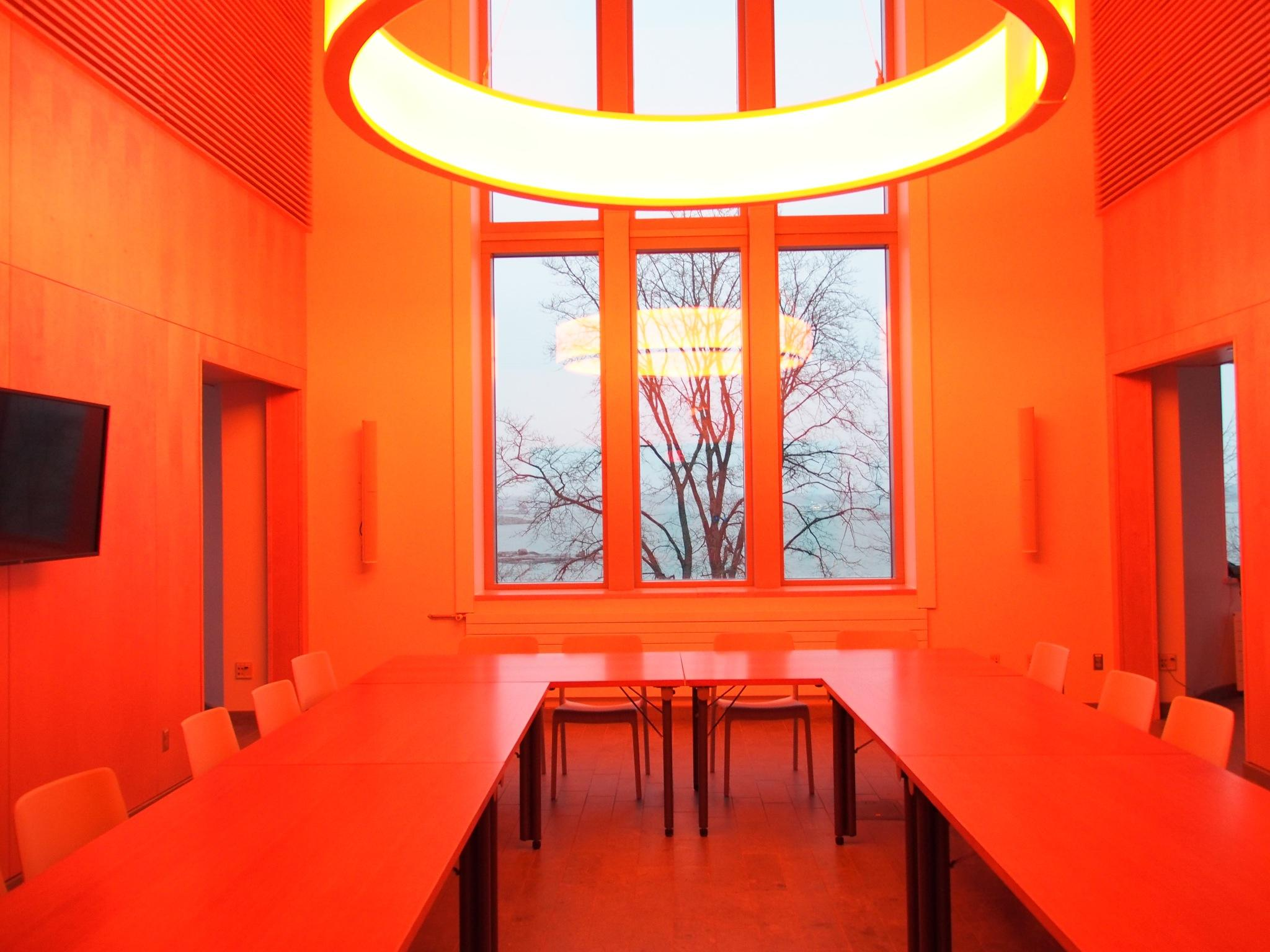
Beleuchtung der US-amerikanischen Botschaft in Finnland am 25. November 2014

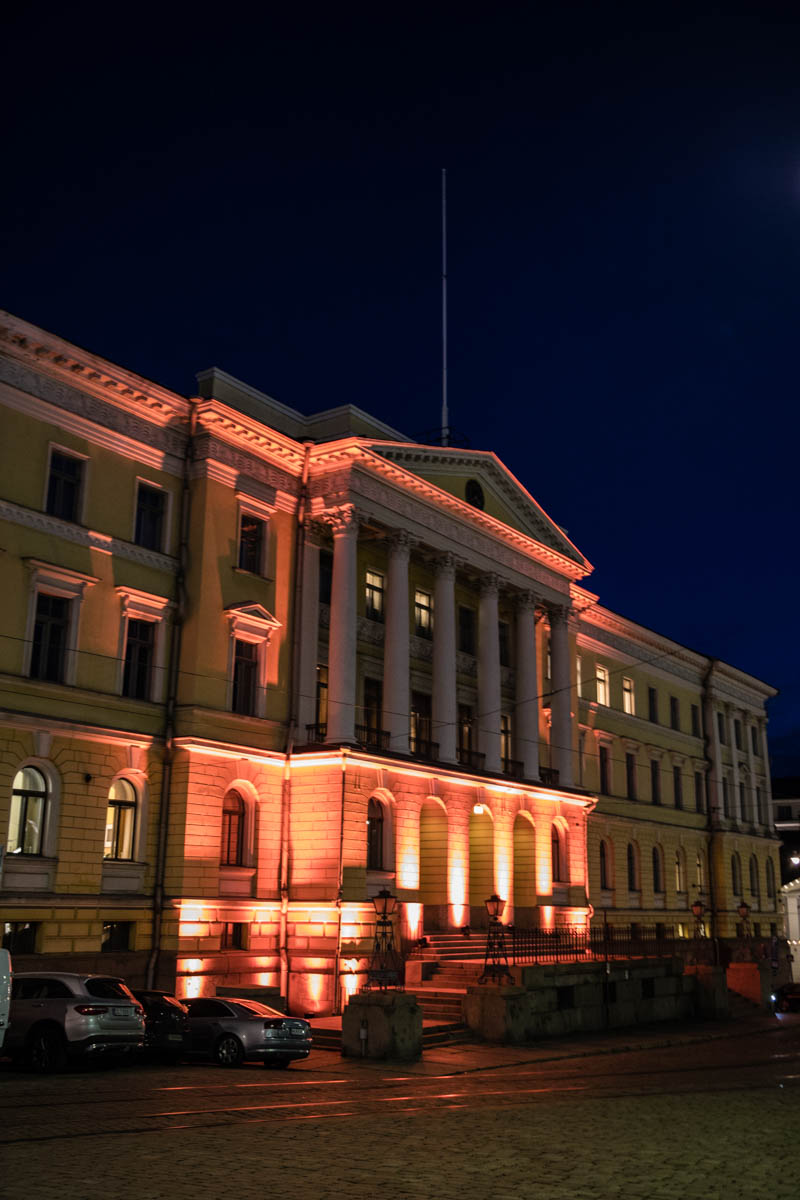
Beleuchtung in Helsinki, Finnland, am 25. November 2020

Seit 1981 organisieren Menschenrechtsorganisationen wie z. B. Terre des Femmes oder Zonta International jedes Jahr zum 25. November Veranstaltungen, bei denen die Einhaltung der Menschenrechte gegenüber Frauen und Mädchen thematisiert wird. Sie haben die allgemeine Stärkung von Frauenrechten zum Ziel. Dabei sollen vor allem Themen wie Zwangsprostitution, sexueller Missbrauch, Sextourismus, Vergewaltigung, Beschneidung von Frauen, häusliche Gewalt, Zwangsheirat, geschlechtsselektive Abtreibung, weibliche Armut, Femizid etc. zur Sprache kommen. Außerdem sollen Programme unterstützt werden, die sich ausdrücklich für eine Gleichstellung von Frauen einsetzen; etwa im Bereich Erbrecht, Bildung, Privateigentum, bei aktivem und passivem Wahlrecht, Kreditwürdigkeit, Rechtsfähigkeit, Zugang zur Justiz und dem Sichtbarmachen von unbezahlter Arbeitsleistung.
Hintergrund für die Initiierung des Aktionstages war der Fall Mirabal. Die Schwestern Mirabal, Mitglieder der Movimiento Revolucionario 14 de Junio, wurden 1960 nach mehreren vorangegangenen Verhaftungen in der Dominikanischen Republik von Militärangehörigen des Diktators Rafael Trujillo verschleppt und dann ermordet. 1981 wurde bei einem Treffen lateinamerikanischer und karibischer Feministinnen der 25. November zum Gedenktag der Opfer von Gewalt an Frauen ausgerufen (Dia Internacional de la No Violencia Contra la Mujer) und 1999 offiziell durch die Vereinten Nationen (Resolution 54/134) aufgegriffen. Die UN-Kampagne „Orange The World“ macht seit 1991 auf Gewalt aufmerksam: vom Internationalen Tag zur Beendigung der Gewalt gegen Frauen am 25. November bis zum 10. Dezember, dem Tag der Menschenrechte. Sie ist seit 2008 Teil der „UNiTE to End Violence against Women“ Kampagne des UN-Generalsekretärs, die von UN Women durchgeführt wird.
Das Women's Global Leadership Institute initiierte 1991 die Kampagne 16 Days of Activism Against Gender Violence (16 Tage Aktivismus gegen geschlechtsspezifische Gewalt), die seit 2008 Teil der Kampagne UNiTE to End Violence against Women der Vereinten Nationen unter dem Namen Orange the World von UN Women weitergeführt wird. In Deutschland wird die Kampagne vom nationalen Komitee von UN Women umgesetzt. Unter dem Motto Orange Your City beleuchten zahlreiche Städte, Kommunen, Institutionen und Unternehmen jährlich am 25. November, teils auch in einem Aktionszeitraum bis zum Tag der Menschenrechte am 10. Dezember, Gebäude und Wahrzeichen in Orange, um weltweit ein Zeichen gegen Gewalt an Frauen und Mädchen zu setzen. Die Aktion wird von Zonta International unterstützt.
2023 stellt UN Women Deutschland die Gewalt gegen Frauen und Mädchen im öffentlichen Leben – inklusive der digitalen Welt – in den Fokus der Orange The World Kampagne. Die Bundestagspräsidentin Bärbel Bas ist Schirmherrin der Kampagne. Die Menschenrechtsaktivistin Düzen Tekkal und der Fußballprofi Fabian Reese unterstützen die Kampagne als Orange The World Botschafter. Der DFB unterstützte ebenfalls mit verschiedenen Aktionen die Orange The World Kampagne.

## Roses Revolution Day
Eine zusätzliche Widmung erfuhr der Tag durch die 2011 gegründete, internationale Aktion Roses Revolution als Roses Revolution Day. Dies gedenkt speziell der Frauen, die Opfer von Gewalt in der Geburtshilfe wurden. An diesem Tag legen betroffene Frauen Rosen vor den Türen der Spitäler ab, in denen sie bei der Geburt ihrer Kinder physische und psychische Gewalterfahrungen gemacht haben, und berichten darüber in den sozialen Medien. Die Aktion wird von UN Women Deutschland unterstützt.